# Gasparo Gozzi
Gasparo Gozzi (Veneza, 4 de dezembro de 1713 – Pádua, 26 de dezembro de 1786) foi um escritor satírico e moralista italiano. Gasparo Gozzi foi um dos prosadores de maior sutileza da Itália no século XVIII. Em destaque, foi o autor responsável pela publicação da obra denominada Difesa di Dante. Na Itália, essa publicação deu sua contribuição para efetivar a restauração dos louros da glória como escritor e poeta que pertenciam à Dante Alighieri. A sátira, misturando realismo e moralismo, era a tônica do seu trabalho. Gasparo era irmão de Carlo Gozzi.

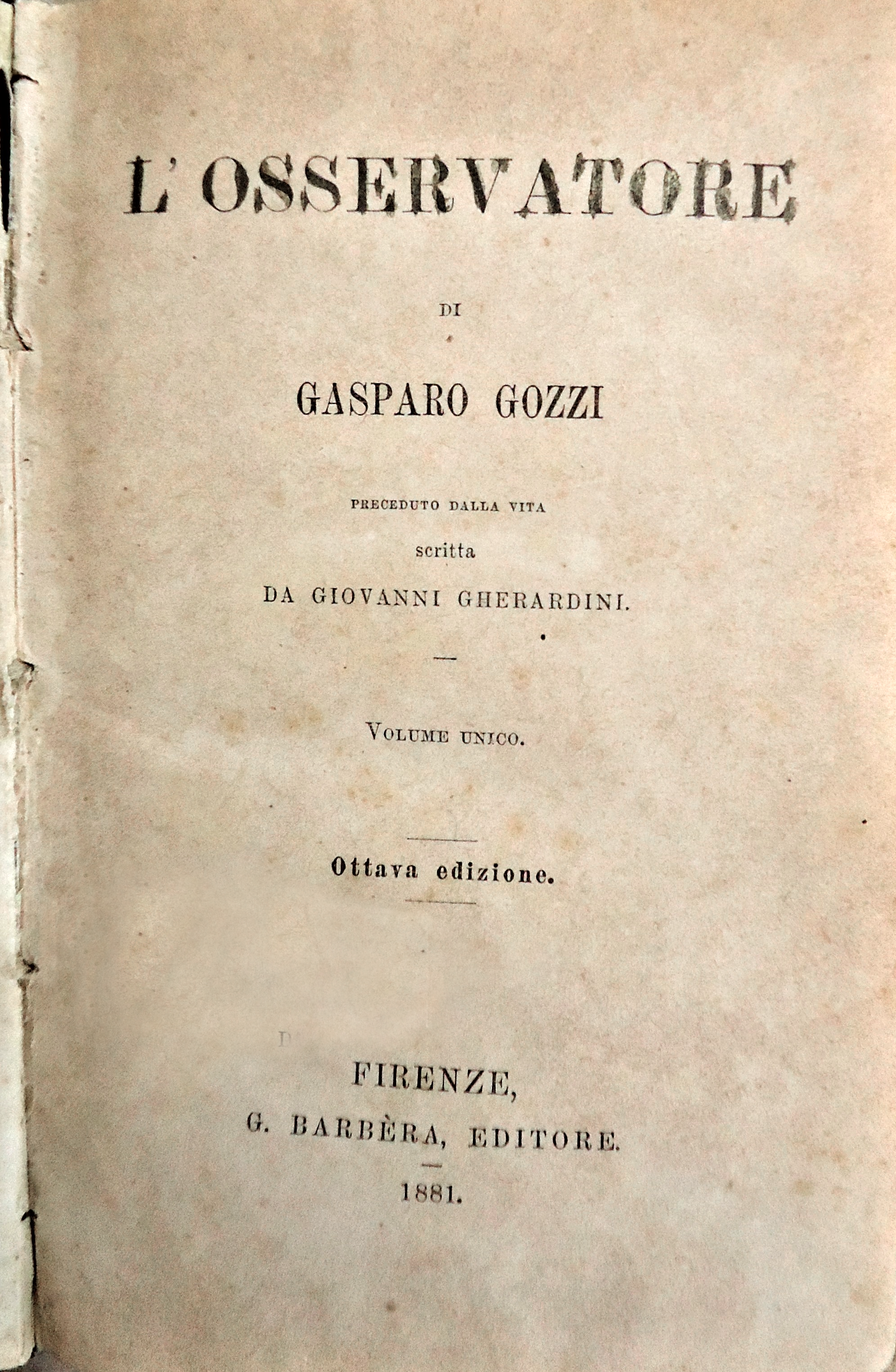
Gasparo Gozzi, L'Osservatore, La Barbèra editore, 1881